# 平泉街道
平泉街道，原为平泉镇，是中华人民共和国四川省成都市简阳市下辖的一个乡镇级行政单位。2019年12月，撤镇设街道，以原平泉镇龙泉寺社区、龙泉村、竹湾村、铁佛村、石盘村、荷桥村、白合村、石子村、白杨沟村、新桥村、长春村、进步村、胜华村、杨家寺村和原飞龙乡、原五星乡所属行政区域为平泉街道的行政区域，平泉街道办事处驻后新街53号。

## 行政区划
平泉街道下辖以下地区：
龙泉寺社区、胜华村、石子村、扬家寺村、白杨村、荷桥村、白合村、石盘村、竹湾村、铁佛村、龙泉村、石马村、龙溪村、黄岭村、新桥村、长春村和进步村。